# Municipio de East Griggs
El municipio de East Griggs (en inglés: East Griggs Township) es un municipio ubicado en el condado de Van Buren en el estado estadounidense de Arkansas. En el año 2010 tenía una población de 1544 habitantes y una densidad poblacional de 23,31 personas por km².

## Geografía
El municipio de East Griggs se encuentra ubicado en las coordenadas 35°35′21″N 92°24′52″O / 35.58917, -92.41444. Según la Oficina del Censo de los Estados Unidos, el municipio tiene una superficie total de 66.25 km², de la cual 60,56 km² corresponden a tierra firme y (8,59 %) 5,69 km² es agua.

## Demografía
Según el censo de 2010, había 1544 personas residiendo en el municipio de East Griggs. La densidad de población era de 23,31 hab./km². De los 1544 habitantes, el municipio de East Griggs estaba compuesto por el 96,18 % blancos, el 0,26 % eran afroamericanos, el 0,78 % eran amerindios, el 0,65 % eran asiáticos, el 0,13 % eran de otras razas y el 2,01 % eran de una mezcla de razas. Del total de la población el 4,15 % eran hispanos o latinos de cualquier raza.